# South Holland (Lincolnshire)
South Holland es un distrito no metropolitano del condado de Lincolnshire (Inglaterra). Fue constituido el 1 de abril de 1974 bajo la Ley de Gobierno Local de 1972 como una fusión del distrito urbano de Spalding y los distritos rurales de East Elloe y Spalding. 

## Geografía
Según la Oficina Nacional de Estadística británica, South Holland tiene una superficie de 742,37 km². Está ubicado en el sur del condado de Lincolnshire y limita con otros tres de sus distritos: al norte con Boston, al oeste con South Kesteven y al noroeste con North Kesteven. Al este se ubica el estuario de The Wash y el condado de Norfolk, y al sur Cambridgeshire.

## Demografía
Según el censo de 2001, South Holland tenía 76 522 habitantes (48,88% varones, 51,12% mujeres) y una densidad de población de 103,08 hab/km². El 17,87% eran menores de 16 años, el 72,54% tenían entre 16 y 74 y el 9,59% eran mayores de 74. La media de edad era de 42,76 años. 
La mayor parte (96,62%) eran originarios del Reino Unido. El resto de países europeos englobaban al 1,91% de la población, mientras que el 0,45% había nacido en África, el 0,62% en Asia, el 0,2% en América del Norte, el 0,04% en América del Sur, el 0,13% en Oceanía y el 0,03% en cualquier otro lugar. Según su grupo étnico, el 98,85% de los habitantes eran blancos, el 0,44% mestizos, el 0,3% asiáticos, el 0,15% negros, el 0,17% chinos y el 0,08% de cualquier otro. El cristianismo era profesado por el 82,59%, el budismo por el 0,1%, el hinduismo por el 0,05%, el judaísmo por el 0,07%, el islam por el 0,16%, el sijismo por el 0,1% y cualquier otra religión por el 0,18%. El 9,74% no eran religiosos y el 7,01% no marcaron ninguna opción en el censo.
El 34,79% de los habitantes estaban solteros, el 48,92% casados, el 1,63% separados, el 6,73% divorciados y el 7,94% viudos. Había 32 752 hogares con residentes, de los cuales el 25,63% estaban habitados por una sola persona, el 7,27% por padres solteros con o sin hijos dependientes, el 65,5% por parejas (56,24% casadas, 9,26% sin casar) con o sin hijos dependientes, y el 1,59% por múltiples personas. Además, había 900 hogares sin ocupar y 116 eran alojamientos vacacionales o segundas residencias.